# SolisTV Film- und Fernsehproduktionen
solisTV Film- und Fernsehproduktionen ist eine senderunabhängige Fernsehproduktionsfirma aus Köln. Das Kerngeschäft des Unternehmens umfasst die Entwicklung und Produktion von Infotainmentformaten, Servicesendungen, Reportagen, Realityformaten und Magazinbeiträgen. Der Geschäftsführer Stefan Wichmann gründete die Firma im Oktober 2007. In Berlin gegründet, hat die Firma seit  September 2010 auch eine Niederlassung in Köln. Im Jahr 2017 wurde der Firmensitz nach Köln verlegt. 
Im September 2010 stieg der Ex-Sat.1-Chef Roger Schawinski bei solisTV als Mitgesellschafter ein und übernahm 24 % der Firmenanteile.

## Produktionen
- Helena Fürst – Anwältin der Armen (RTL)
- Einsam Unter Palmen – Auswanderer Sucht Frau (RTL)
- Nicht mit uns (RTL)
- Der Vorkoster (WDR)
- Viel für wenig - Clever kochen mit Björn Freitag (WDR)
- Der Haushaltscheck mit Yvonne Willicks (WDR)
- Willicks Weltweit (WDR/Pilot)
- Der Gesundmacher (WDR)
- Doc Esser - Der Gesundheitscheck (WDR)
- Achtung Mogelpackung (WDR)
- Rettet unser Familienrezept (WDR)
- Lost in NRW (WDR)
- Raus aus dem Stress (WDR)
- Lebensmittelcheck mit Tim Mälzer (NDR)
- Der Ramschkönig (Sat.1)
- 24 Stunden Reportage (Sat.1)
- Achtung Kontrolle (Kabel  1)
- Die Jobretter (ProSieben)
- Galileo (ProSieben)
- Yvonne Willicks räumt auf (Sat.1)
- Allestester im Einsatz (Sat.1)
- Gnadenlos gerecht (Sat.1)